# Set Me Free (Eden Alene-dal)
A Set Me Free (magyarul: Szabadíts fel) Eden Alene izraeli énekesnő dala, mellyel Izraelt képviseli a 2021-es Eurovíziós Dalfesztiválon Rotterdamban. A dal 2021. január 25-én, a HaShir Shelanu L'Eurovizion elnevezésű dalválasztó show keretein belül megszerzett győzelemmel érdemelte ki a dalversenyen való indulás jogát.
A dalt később átszabták az énekesnő stílusára. Az átalakított verziót március 26-án mutatták be.

## Eurovíziós Dalfesztivál
2021. január 25-én vált hivatalossá, hogy az énekesnő alábbi dalát választották ki a nézők a HaShir Shelanu L'Eurovizion elnevezésű dalválasztó showban, amellyel képviseli hazáját az elkövetkezendő Eurovíziós Dalfesztiválon. Összesen három dal közül választhattak a nézők: ezek az Ue La La, a La La Love és a Set Me Free voltak. A Set Me Free az összes szavazat 71,3%-át szerezte meg.
Az Eurovíziós Dalfesztiválon a dalt először a május 18-án rendezett első elődöntőben adták elő, a fellépési sorrendben tizenkettedikként, a belga Hooverphonic The Wrong Place című dala után és a román ROXEN Amnesia című dala előtt. Az elődöntőből a ötödik helyezettként sikeresen továbbjutottak a május 22-i döntőbe, ahol fellépési sorrendben harmadikként léptek fel, az Albániát képviselő Anxhela Peristeri Karma című dala után és a Belgiumot képviselő Hooverphonic The Wrong Place című dala előtt. A szavazás során a zsűri szavazáson összesítésben tizenkettedik helyen végeztek 73 ponttal, míg a nézői szavazáson huszadik helyen végeztek 20 ponttal (Görögországtól, és Azerbajdzsántól maximális pontot kaptak), így összesítésben 93 ponttal a verseny tizenhetedik helyezettjei lettek.